# Židovský hřbitov v Pavlově
Židovský hřbitov v Pavlově se nalézá nalevo při silnici vedoucí z obce na východ k Nemojovu a díky rozloze pouhých 373 m² je jedním z nejmenších židovských hřbitovů v České republice.  Je chráněn jako kulturní památka České republiky.
Dochovala se zde necelá třicítka náhrobních kamenů s posledním uskutečnivším se pohřbem v roce 1894. Ohradní zeď je nekompletní a obřadní síň a vstupní portál zanikly. 